# 西野勝海
西野勝海是日本輕小說作家、漫畫原作者。男性。岩手縣出身。現在居住於岩手縣盛岡市。

## 人物
- 2005年以「名波薰2號」為筆名投稿《她愛嬌地輕咳一聲》得到第1回MF文庫J輕小說新人獎佳作，即我的狐仙女友前身[1]。
- 西野勝海也是筆名。

## 作品

### 輕小說
- 我的狐仙女友
- 少女，兵器，潘朵拉

### 漫畫原作
- 我的狐仙女友
- 重金属女朋友

## 外部連結
- （日語） 西野かつみの日記（こそこそ） （页面存档备份，存于），個人網誌。